# Star Trek III: The Search for Spock (soundtrack)
Star Trek III: The Search for Spock is de originele soundtrack, gecomponeerd en gedirigeerd door James Horner voor de film Star Trek II: The Wrath of Khan uit 1984 van Leonard Nimoy. Het album werd uitgebracht in 1984 door Capitol Records.
Horner keerde terug om de muziek voor The Search for Spock te componeren, waarmee hij een belofte nakwam die hij aan de filmproducent Harve Bennett had gedaan voor The Wrath of Khan.
In eerste instantie overwoog Nimoy om zijn vriend Leonard Rosenman in te huren om de muziek voor de film te componeren, maar hij was ervan overtuigd dat Horners terugkeer continuïteit tussen de twee films zou garanderen.
De muziek werd gedurende drie dagen opgenomen in de Record Plant studio in Los Angeles. Net als zijn voorgangers verwerkte Horner het Star Trek-thema in de meeste nummers, inclusief de Main Title en de laatste nummers.

## Tracklijst
| 1.                 | Prologue and Main Title | 6:27 |
| 2.                 | Klingons                | 5:55 |
| 3.                 | Stealing the Enterprise | 8:33 |
| 4.                 | The Mind Meld           | 2:30 |
| 5.                 | Bird of Prey Decloaks   | 3:37 |
| 6.                 | Returning to Vulcan     | 4:49 |
| 7.                 | The Katra Ritual        | 4:29 |
| 8.                 | End Titles              | 6:12 |
| 9.                 | The Search for Spock    | 3:43 |
| Totale duur: 46:15 |                         |      |

### Uitgebreide uitgave (Retrograde, 2010)
| 1.                 | Prologue and Main Title                       | 6:31  |
| 2.                 | Klingons                                      | 5:59  |
| 3.                 | Spock's Cabin                                 | 1:40  |
| 4.                 | The Klingon's Plan                            | 1:03  |
| 5.                 | The Mind-Meld                                 | 2:32  |
| 6.                 | Stealing the Enterprise                       | 8:41  |
| 7.                 | Grissom Destroyed                             | 1:03  |
| 8.                 | Sunset on Genesis                             | 2:18  |
| 9.                 | Spock Endures Pon Farr                        | 3:04  |
| 10.                | Bird of Prey Decloacks                        | 3:48  |
| 11.                | A Fighting Chance to Live                     | 3:54  |
| 12.                | Genesis Destroyed                             | 2:43  |
| 13.                | Returning to Vulcan                           | 4:58  |
| 14.                | The Katra Ritual                              | 4:31  |
| 15.                | End Titles                                    | 6:19  |
| 16.                | That Old Black Magic/Tangerine/I Remember You | 10:32 |
| Totale duur: 69:36 |                                               |       |

| 1.                 | Prologue And Main Title | 6:30  |
| 2.                 | Klingons                | 5:58  |
| 3.                 | Stealing The Enterprise | 08:35 |
| 4.                 | The Mind Meld           | 02:32 |
| 5.                 | Bird Of Prey Decloaks   | 03:48 |
| 6.                 | Returning To Vulcan     | 04:55 |
| 7.                 | The Katra Ritual        | 04:31 |
| 8.                 | End Title               | 06:19 |
| 9.                 | The Search For Spock    | 03:42 |
| Totale duur: 46:50 |                         |       |

### Heruitgave (Intrada Records, 2022)
| 1.                 | Prologue and Main Title                                    | 6:30  |
| 2.                 | Klingons                                                   | 5:57  |
| 3.                 | Spock's Cabin                                              | 1:40  |
| 4.                 | The Klingon's Plan                                         | 1:01  |
| 5.                 | The Mind-Meld                                              | 2:31  |
| 6.                 | Stealing the Enterprise                                    | 8:39  |
| 7.                 | Grissom Destroyed                                          | 1:02  |
| 8.                 | Sunset on Genesis                                          | 2:17  |
| 9.                 | Spock Endures Pon Farr                                     | 3:04  |
| 10.                | Bird of Prey Decloaks                                      | 3:47  |
| 11.                | A Fighting Chance to Live                                  | 3:52  |
| 12.                | Genesis Destroyed                                          | 2:42  |
| 13.                | Returning to Vulcan                                        | 4:56  |
| 14.                | The Katra Ritual                                           | 4:30  |
| 15.                | End Titles                                                 | 6:13  |
| 16.                | That Old Black Magic/Tangerine/I Remember You (Bar Source) | 10:32 |
| Totale duur: 69:13 |                                                            |       |

| 1.                 | Prologue and Main Title                         | 6:29 |
| 2.                 | Klingons                                        | 5:56 |
| 3.                 | Stealing the Enterprise                         | 8:34 |
| 4.                 | The Mind-Meld                                   | 2:31 |
| 5.                 | Bird of Prey Decloaks                           | 3:46 |
| 6.                 | Returning to Vulcan                             | 4:53 |
| 7.                 | The Katra Ritual                                | 4:30 |
| 8.                 | End Titles                                      | 6:13 |
| 9.                 | The Search for Spock (Theme From Star Trek III) | 3:42 |
| Totale duur: 46:34 |                                                 |      |